# شوائط (ذي السفال)

تعديل مصدري - تعديل

شوائط هي إحدى قرى عزلة شوائط بمديرية ذي السفال التابعة لمحافظة إب، بلغ تعداد سكانها 1670 نسمة حسب تعداد اليمن لعام 2004.